# Organizzazioni europee
Diverse organizzazioni, istituzioni ed organismi internazionali hanno come loro ambito principale di riferimento l'Europa.
Da queste, vanno distinte le istituzioni facenti propriamente parte dell'Unione europea. Queste ultime, secondo il trattato di Nizza ed il trattato di Lisbona, sono di seguito elencate sotto la voce Unione europea.

## Organizzazioni esistenti
- Unione europea (UE)
  - Organizzazioni integrate all'interno dell'Unione europea
    - CEE
    - CECA
    - Euratom
    - Convenzione di Schengen

  - Organi istituzionali
    - Commissione europea
    - Parlamento europeo
    - Consiglio europeo
    - Consiglio dell'Unione europea
    - Corte di giustizia delle Comunità europee

  - Altre istituzioni e organi consultivi
    - Banca centrale europea
    - Corte dei conti europea
    - Comitato delle regioni
    - Comitato economico e sociale europeo
    - Agenzie dell'Unione europea

  - Fatte per essere parte integrante dell'acquis comunitario
    - Unione europea occidentale (de facto parte dell'acquis comunitario, sciolta nel 2011)
    - Convenzione di Prüm
- Accordo centroeuropeo di libero scambio (CEFTA)
- Area baltica di libero scambio (BAFTA)
- Associazione europea di libero scambio (EFTA o AELS)
- Comunità degli Stati Indipendenti (CSI)
- Consiglio d'Europa (COE)
- Consiglio degli Stati del mar Baltico (CBSS)
- Consiglio di cooperazione regionale (RCC)
- Consiglio nordico (NORDCN)
- Gruppo di Visegrád (V4)
- Iniziativa adriatico ionica (IAI)
- Iniziativa centro europea (CEI)
- Organizzazione per la sicurezza e la cooperazione in Europa (OSCE)
- Comunità politica europea (CPE o EPC)

Organizzazioni settoriali
- Agenzia spaziale europea (ESA)
- Istituto universitario europeo (EUI)
- Organizzazione europea per la ricerca nucleare (CERN)
- Unione europea di radiodiffusione (UER)

Lo Spazio economico europeo (SEE) invece non è un'organizzazione ma un accordo fra la UE e tre stati dell'EFTA.